# Hermann Rudolf Schaum
Hermann Rudolf Schaum (auch Rudolph; * 29. April 1819 in Glauchau; † 15. September 1865 in Bonn) war ein deutscher Entomologe, Arzt und Hochschullehrer.

## Leben
Schaum wurde bereits mit fünf Jahren Vollwaise. Er fand daraufhin bei seinem Onkel, dem Entomologen Ernst Friedrich Germar in Halle Aufnahme. Er besuchte dort mit sehr gutem Erfolg das Pädagogium Halle. Anschließend ging er 1836 an die Universität Leipzig. Sein Studium der Medizin setzte er an der Berliner Universität fort. 1838 und 1839 sammelte er Erfahrungen und studierte an den Kliniken von Paris und Wien. Zurückgekehrt war er an den Universitäten von Halle und Leipzig zugegen und bestand zwischen 1841 und 1844 alle notwendigen Examen um als Mediziner praktizieren zu dürfen. Bereits 1841 wurde er an der Universität Halle zum Dr. med. promoviert.
Schaum ließ sich 1845 als praktischer Arzt in Stettin nieder. Dort traf er auf den Entomologen Carl August Dohrn, der die Forschungsbemühungen Schaums unterstützte, die er bereits unter Einfluss seines Onkels in seiner Zeit in Halle aufgenommen hatte. Schaum wurde 1846 zudem Badearzt in Heringsdorf, gab aber bereits 1847, nach dem er finanzielle Rücklagen bilden konnte, seine Praxis wieder auf und unternahm Reisen nach Ägypten, England und Nordamerika.
Schaum wendete sich nach seiner Rückkehr 1849 wieder zurück an die Berliner Universität, an der er zunächst auch noch zum Dr. phil. promoviert wurde. 1851 habilitierte er sich im Bereich der Entomologie und wurde Privatdozent. 1857 erfolgte seine Ernennung zum außerordentlichen Professor an der Universität. Er starb 1865 in Bonn an einem Schlaganfall.
Er war Mitglied der Akademie gemeinnütziger Wissenschaften zu Erfurt. Seine Bibliothek und Sammlung ging als Bibliotheca Schaumiana an die Staatsbibliothek zu Berlin.

## Publikationen (Auswahl)
Die rege Publikationstätigkeit Schaums beschränkte sich hauptsächlich auf Zeitschriftenbeiträge. Er publizierte in deutscher Sprache, vor allem in der Berliner entomologischen Zeitschrift, bei der er von Beginn an tätig war, außerdem in englischer (z. B. im Journal of Entomology) sowie in französischer (häufiger in den Annales de la Société Entomologique de France). Daneben erschienen folgende Werke:
- Symbolae ad monographiam scydmaenorum insectorum generis: dissertatio inauguralis medica, Schimmelpfennig, Halle 1841.
- Naturgeschichte der Insecten Deutschlands, Band 1 in mehren Lieferungen, Nicolai, Berlin 1856–1860.